# Austrochloritis nundinalis
Austrochloritis nundinalis är en snäckart som beskrevs av Tom Iredale 1943. Austrochloritis nundinalis ingår i släktet Austrochloritis och familjen Camaenidae. Inga underarter finns listade i Catalogue of Life.